# Rapcore
Rapcore je hudební styl, vycházející z rap rocku, který mísí vokální a někdy instrumentální prvky hip hopu s punk rockem, často i hardcore punkem.
Vznikl v první polovině 80. let. Za rapcore jsou považovány první hip-hopové kapely jako Public Enemy, a někdy i latinskoamerická hip-hopová skupina Cypress Hill např. se svým albem Skull & Bones. Dalšími významnými rapcorovými skupinami jsou Hed PE, Phunk Junkeez, Bloodhound Gang, Hollywood Undead, Crazy Town nebo francouzští Pleymo. Typickým zpěvem je rap, zpěv/screamo, A hudebními nástroji jsou elektrická kytara a baskytara, Scrathing.
Žánry související s rapcorem jsou např. horrorcore a alternativní hip-hop. Mezi rapcore se řadí i populární skupiny jako Limp Bizkit, P.O.D., nebo legendární skupina Beastie Boys.